# Predrag Stojaković
Predrag Stojaković, detto Peja (in serbo Предраг Пеђа Стојаковић?, in greco Πρέντραγκ «Πέτζα» Στογιάκοβιτς?; Požega, 9 giugno 1977), è un dirigente sportivo ed ex cestista serbo con cittadinanza greca, professionista nella NBA e in Europa.

## Biografia
Stojaković è nato in Croazia ed è scappato in Serbia all'inizio delle guerre jugoslave. ha acquisito la cittadinanza greca quando si unì al PAOK in Grecia. È sposato con la modella greca Aleka Kamila, e la coppia ha tre figli. Peja ha anche servito nell'esercito greco.

## Caratteristiche tecniche
Considerato uno dei migliori tiratori da 3 punti di tutti i tempi, giocava da ala piccola ed è stato tra i primi europei a imporsi in NBA. Un suo difetto è stata l'incostanza nel rendimento.

## Carriera

### Club

#### Europa (1992-1998)
Cresciuto nelle giovanili della Stella Rossa Belgrado (squadra preferita della famiglia), a 16 anni si è trasferito in Grecia per diventare un giocatore professionista, venendo ingaggiato dal PAOK Salonicco dove ha giocato per 4 stagioni, ricevendo il titolo di miglior giocatore del campionato greco della stagione 1997-98.

#### NBA (1998-2011)
Scelto al primo giro (numero 14) al Draft NBA 1996 dai Sacramento Kings, ha continuato a giocare in Grecia, fino alla stagione 1998-1999 quando si è trasferito nell'NBA. Ai Kings arriva insieme al connazionale e amico Vlade Divac che lo ha preso sotto la sua ala protettiva. Dopo due stagioni in cui è stato riserva (seppur dando il suo contributo in uscita dalla panchina), il campionato 2000-01 segnò la sua consacrazione con 20,4 punti di media a cui si aggiunsero 5,8 rimbalzi e una percentuale vicina al 40% nei tiri da tre punti: questi numeri alla sua prima stagione da titolare gli valsero il secondo posto nella graduatoria di Rivelazione dell'anno.
Nel 2001-02 ha giocato il suo primo All-Star Game. Lo stesso anno ha contribuito all'avanzamento della squadra nei playoffs, in cui è stata eliminata in finale dai Los Angeles Lakers di Kobe Bryant e Shaquille O'Neal a gara-7; in quest'ultima gara Stojaković (che in stagione aveva una percentuale di 41,6% di tiri da 3 segnati) ha sbagliato tutti e 6 i tiri da 3 effettuati, tra cui uno a 12 secondi dalla fine che avrebbe portuto i Kings avanti di 2 punti, e che forse avrebbe evitato l'eliminazione della squadra. Confermatosi ottimo giocatore anche negli anni successivi, specialmente nei tiri dalla lunga distanza (ha vinto la gara dei tiri dai tre punti agli All-Star Game del 2002 e del 2003), la stagione 2003-04 ha sancito la sua definitiva consacrazione: con una media di 24,2 punti a gara (suo massimo di carriera) ha chiuso al secondo posto nella classifica marcatori del campionato; a cui bisogna aggiungere il primo posto nella classifica dei tiri liberi (92,7%) e nei canestri da tre punti realizzati (240).
Nella gennaio del 2006 è stato protagonista di uno scambio con la franchigia degli Indiana Pacers, che ha portato in California il pariruolo Ron Artest.
Nel luglio 2006 è diventato free-agent, firmando poi con i New Orleans Hornets.
Il 20 novembre 2010, dopo avere chiesto la cessione poco tempo prima, è passato ai Toronto Raptors (insieme al compagno Jerryd Bayless) in cambio di Jarrett Jack, David Andersen e Marcus Banks.
Nella stessa stagione c'è per lui un ulteriore cambio di casacca: il 25 gennaio 2011 passa ai Dallas Mavericks in cambio del centro Alexis Ajinça; con i Mavericks vince lo stesso anno il titolo NBA in 6 gare contro i Miami Heat di LeBron James, Dwyane Wade e Chris Bosh. Durante i playoff che portano all'anello, Stojakovic è protagonista in gara-3 contro i Los Angeles Lakers campioni NBA in carica, che nel 2002 spensero i suoi sogni di vincere il titolo con i Kings, e che stavolta vengono sconfitti anche grazie a 3 tiri da tre segnati dall'ala serba che si rivela decisivo per la rimonta dei Mavs che erano sotto nel punteggio e che portano la serie sul 3-0 chiudendola con una gara d'anticipo; vinceranno anche gara-4 i texani, e qui Stojaković ha invece segnato 21 punti con 6 tiri su 6 da 3 segnati, andando vicino al 100% di percentuale totale in quanto ha segnato nella stessa gara 1 tiro da 2 su 1 tentato e 1 tiro libero su 2 tentati.

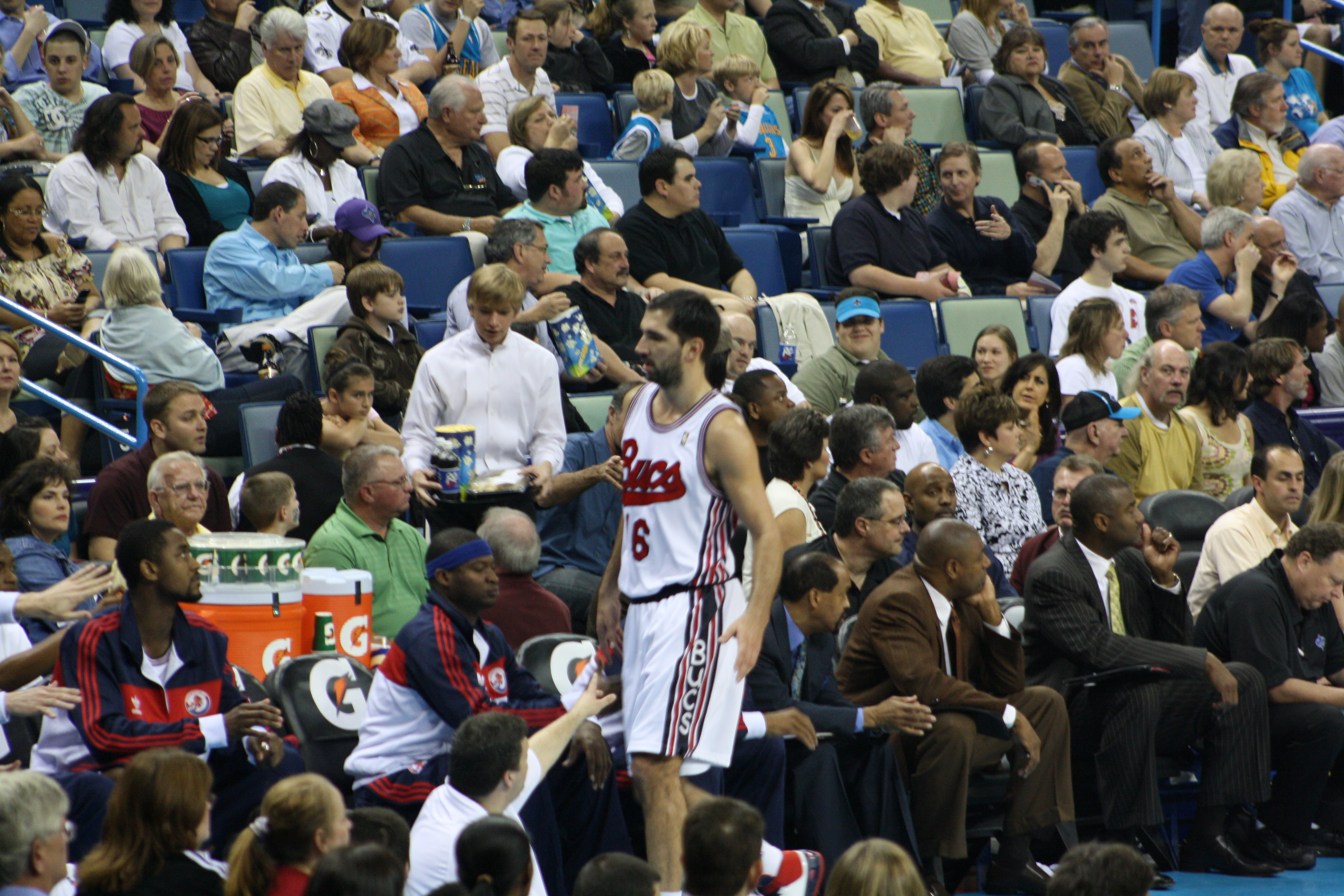
Stojaković (centro) a New Orleans

Il 19 dicembre 2011 annuncia il proprio ritiro dall'attività agonistica.

### Nazionale
A livello di nazionale, con la Jugoslavia ha vinto la medaglia d'oro ai Campionati europei del 2001 (di cui è stato nominato MVP) e i Campionati del mondo del 2002; il suo palmares comprende una medaglia di bronzo ai Campionati europei del 1999. Ha annunciato il proprio ritiro dalla nazionale nell'aprile 2010 comunque non avendo più indossato la casacca del suo paese dal 2007.

## Statistiche

### NBA

#### Regular Season
| Anno       | Squadra          | PG  | PT  | MP   | TC%  | 3P%  | TL%  | RP  | AP  | PRP | SP  | PP   |
| ---------- | ---------------- | --- | --- | ---- | ---- | ---- | ---- | --- | --- | --- | --- | ---- |
| 1998-1999  | Sacramento Kings | 48  | 1   | 21,4 | 37,8 | 32,0 | 85,1 | 3,0 | 1,5 | 0,9 | 0,1 | 8,4  |
| 1999-2000  | Sacramento Kings | 74  | 11  | 23,6 | 44,8 | 37,5 | 88,2 | 3,7 | 1,4 | 0,7 | 0,1 | 11,9 |
| 2000-2001  | Sacramento Kings | 75  | 75  | 38,7 | 47,0 | 40,0 | 85,6 | 5,8 | 2,2 | 1,2 | 0,2 | 20,4 |
| 2001-2002  | Sacramento Kings | 71  | 71  | 37,3 | 48,4 | 41,6 | 87,6 | 5,3 | 2,5 | 1,1 | 0,2 | 21,2 |
| 2002-2003  | Sacramento Kings | 72  | 72  | 34,0 | 48,1 | 38,2 | 87,5 | 5,5 | 2,0 | 1,0 | 0,1 | 19,2 |
| 2003-2004  | Sacramento Kings | 81  | 81  | 40,3 | 48,0 | 43,3 | 92,7 | 6,3 | 2,1 | 1,3 | 0,2 | 24,2 |
| 2004-2005  | Sacramento Kings | 66  | 66  | 34,8 | 44,4 | 40,2 | 92,0 | 4,3 | 2,1 | 1,2 | 0,2 | 20,1 |
| 2005-2006  | Sacramento Kings | 31  | 31  | 37,0 | 40,3 | 39,7 | 93,3 | 5,3 | 2,2 | 0,6 | 0,1 | 16,5 |
| 2005-2006  | Indiana Pacers   | 40  | 40  | 36,4 | 46,1 | 40,4 | 90,3 | 6,3 | 1,7 | 0,7 | 0,2 | 19,5 |
| 2006-2007  | N.O. Hornets     | 13  | 13  | 32,7 | 42,3 | 40,5 | 81,6 | 4,2 | 0,8 | 0,6 | 0,3 | 17,8 |
| 2007-2008  | N.O. Hornets     | 77  | 77  | 35,2 | 44,0 | 44,1 | 92,9 | 4,3 | 1,2 | 0,7 | 0,1 | 16,4 |
| 2008-2009  | N.O. Hornets     | 61  | 59  | 34,2 | 39,9 | 37,8 | 89,4 | 4,3 | 1,2 | 0,9 | 0,0 | 13,3 |
| 2009-2010  | N.O. Hornets     | 62  | 55  | 31,4 | 40,4 | 37,5 | 89,7 | 3,7 | 1,5 | 0,8 | 0,1 | 12,6 |
| 2010-2011† | N.O. Hornets     | 6   | 0   | 14,8 | 42,4 | 44,0 | 85,7 | 1,0 | 1,0 | 0,3 | 0,0 | 7,5  |
| 2010-2011† | Toronto Raptors  | 2   | 0   | 11,0 | 70,0 | 66,7 | 100  | 1,5 | 0,5 | 0,0 | 0,0 | 10,0 |
| 2010-2011† | Dallas Mavericks | 25  | 13  | 20,2 | 42,9 | 40,0 | 93,8 | 2,6 | 0,9 | 0,4 | 0,1 | 8,6  |
| Carriera   | Carriera         | 804 | 665 | 33,5 | 45,0 | 40,1 | 89,5 | 4,7 | 1,8 | 0,9 | 0,1 | 17,0 |

#### Playoffs
| Anno     | Squadra          | PG | PT | MP   | TC%  | 3P%  | TL%  | RP  | AP  | PRP | SP  | PP   |
| -------- | ---------------- | -- | -- | ---- | ---- | ---- | ---- | --- | --- | --- | --- | ---- |
| 1999     | Sacramento Kings | 5  | 0  | 21,6 | 34,6 | 21,4 | 100  | 3,8 | 0,4 | 0,6 | 0,0 | 4,8  |
| 2000     | Sacramento Kings | 5  | 0  | 25,8 | 40,0 | 46,2 | 66,7 | 3,4 | 0,6 | 0,8 | 0,0 | 8,8  |
| 2001     | Sacramento Kings | 8  | 8  | 38,4 | 40,6 | 34,6 | 96,8 | 6,4 | 0,4 | 0,6 | 0,4 | 21,6 |
| 2002     | Sacramento Kings | 10 | 7  | 33,8 | 37,6 | 27,1 | 89,7 | 6,3 | 1,0 | 0,5 | 0,0 | 14,8 |
| 2003     | Sacramento Kings | 12 | 12 | 40,5 | 48,0 | 45,7 | 85,0 | 6,9 | 2,5 | 0,8 | 0,4 | 23,1 |
| 2004     | Sacramento Kings | 12 | 12 | 43,1 | 38,4 | 31,5 | 89,7 | 7,0 | 1,5 | 1,8 | 0,3 | 17,5 |
| 2005     | Sacramento Kings | 5  | 5  | 40,6 | 47,0 | 36,7 | 95,5 | 5,2 | 1,4 | 0,8 | 0,2 | 22,0 |
| 2006     | Indiana Pacers   | 2  | 2  | 25,5 | 44,4 | 0,0  | 85,7 | 4,5 | 2,0 | 0,5 | 0,5 | 11,0 |
| 2008     | N.O. Hornets     | 12 | 12 | 37,9 | 43,6 | 54,9 | 92,6 | 5,4 | 0,5 | 0,5 | 0,1 | 14,1 |
| 2009     | N.O. Hornets     | 5  | 5  | 32,4 | 36,7 | 30,8 | 92,3 | 2,8 | 0,4 | 0,8 | 0,2 | 11,2 |
| 2011†    | Dallas Mavericks | 19 | 0  | 18,4 | 40,8 | 37,7 | 77,8 | 1,7 | 0,4 | 0,6 | 0,1 | 7,1  |
| Carriera | Carriera         | 95 | 63 | 32,7 | 41,8 | 37,6 | 90,0 | 4,9 | 1,0 | 0,8 | 0,2 | 14,4 |

## Dopo il ritiro
In suo onore, il 16 dicembre 2014, i Sacramento Kings hanno ritirato la maglia numero 16 indossata durante la sua militanza in California.
Nell'agosto 2015 l'ex compagno di squadra (e GM) Vlade Divac lo nomina dirigente dei Sacramento Kings diventando "director of player personnel". Un mese più tardi il 23 settembre diventa GM dei Reno Bighorns, franchigia della D-League affiliata ai Kings. Il 9 maggio 2018 viene promosso come assistente di Divac. Il 15 agosto 2020, un giorno dopo Divac, lascia i Kings.

## Palmarès

### Squadra
- YUBA liga: 1

Stella Rossa Belgrado: 1992-1993
- Coppa di Grecia: 1

PAOK Salonicco: 1994-1995
- Campionato NBA: 1

Dallas Mavericks: 2011

### Individuale
- A1 Ethniki MVP: 1

PAOK Salonicco: 1997-1998
- All-NBA Second Team (2004)
- 3 volte NBA All-Star (2002, 2003, 2004)
- 2 volte Vincitore della gara da tre punti: (2002, 2003)
- 2 volte miglior tiratore di liberi NBA (2004, 2008)
- Quintetto ideale dei Mondiali 2002